# Alter Weiher (Naturschutzgebiet)
Das Naturschutzgebiet Alter Weiher befindet sich im Gebiet der Gemeinden Murg und Rickenbach im Landkreis Waldshut.

## Kenndaten
Das Naturschutzgebiet wurde mit Verordnung des Regierungspräsidiums Freiburg vom 27. Dezember 1990 ausgewiesen und hat eine Größe von rund 17 Hektar. Es wird unter der Schutzgebietsnummer 3.068 geführt. Der CDDA-Code für das Naturschutzgebiet lautet 81272 und entspricht der WDPA-ID.

## Lage und Beschreibung
Das Naturschutzgebiet Alter Weiher erstreckt sich über die Gemeinden Murg mit 16,2 ha und Rickenbach mit 0,5 ha auf den Gemarkungen Hänner und Hottingen. Das landschaftlich reizvolle Gebiet im Südschwarzwald ist geprägt durch ein gut ausgebildetes Mosaik verschiedener Niedermoortypen.

## Schutzzweck
Wesentlicher Schutzzweck ist
1. die Erhaltung des landschaftlich reizvoll gelegenen Gebietes in den Gewannen »Weihermoosmatte« und »Rotzwihl« mit einem guten Mosaik aus verschiedenen Niedermoortypen;
2. die Erhaltung des Lebensraumes für eine Vielzahl vom Aussterben oder vom Rückgang bedrohter Pflanzen- und Tierarten.

## Arteninventar
Im Naturschutzgebiet Alter Weiher wurden folgende Arten erfasst:
- Höhere Pflanzen/Farne

Anagallis tenella (Zarter Gauchheil), Arnica montana (Berg-Wohlverleih), Carex canescens agg. (Artengruppe Grau-Segge), Carex davalliana (Davalls Segge), Carex diandra (Draht-Segge), Carex dioica (Zweihäusige Segge), Carex echinata (Stern-Segge), Carex hostiana (Saum-Segge), Carex limosa (Schlamm-Segge), Carex nigra agg. (Artengruppe Braune Segge), Carex paniculata (Rispen-Segge), Carex pulicaris (Floh-Segge), Carex rostrata (Schnabel-Segge), Dactylorhiza maculata agg. (Artengruppe Geflecktes Knabenkraut), Dactylorhiza majalis agg. (Artengruppe Breitblättriges Knabenkraut), Drosera rotundifolia (Rundblättriger Sonnentau), Eleocharis palustris agg. (Artengruppe Gewöhnliche Sumpfbinse), Epipactis palustris (Sumpf-Stendelwurz), Equisetum fluviatile (Teich-Schachtelhalm), Eriophorum angustifolium (Schmalblättriges Wollgras), Eriophorum latifolium (Breitblättriges Wollgras), Eriophorum vaginatum (Moor-Wollgras), Galium uliginosum (Moor-Labkraut), Geranium sylvaticum (Wald-Storchschnabel), Gymnadenia conopsea (Mücken-Händelwurz), Leucanthemum vulgare agg. (Artengruppe Margerite), Lotus corniculatus agg. (Artengruppe Gewöhnlicher Hornklee), Mentha aquatica (Wasser-Minze), Menyanthes trifoliata (Fieberklee), Montia fontana (Quellkraut), Nardus stricta (Borstgras), Orchis mascula (Stattliches Knabenkraut), Orchis palustris (Sumpf-Knabenkraut), Parnassia palustris (Herzblatt), Pedicularis palustris (Sumpf-Läusekraut), Persicaria bistorta (Wiesen-Knöterich), Platanthera chlorantha (Berg-Waldhyazinthe), Polygala serpyllifolia (Quendel-Kreuzblume), Polygala vulgaris (Gewöhnliche Kreuzblume), Potamogeton berchtoldii (Berchtolds Laichkraut), Potentilla erecta (Blutwurz), Potentilla palustris (Blutauge), Ranunculus flammula agg.( Artengruppe Brennender Hahnenfuß), Salix cinerea (Grau-Weide), Sanguisorba officinalis (Großer Wiesenknopf), Scheuchzeria palustris (Blasenbinse), Scutellaria minor (Kleines Helmkraut), Trichophorum alpinum (Alpen-Wollgras), Trifolium hybridum (Schweden-Klee), Utricularia minor agg. (Artengruppe Kleiner Wasserschlauch), Vaccinium myrtillus (Heidelbeere), Vaccinium oxycoccos agg. (Artengruppe Moosbeere), Veronica scutellata (Schild-Ehrenpreis), Viola palustris (Sumpf-Veilchen)
- Libellen

Anax imperator (Große Königslibelle), Coenagrion puella (Hufeisen-Azurjungfer), Coenagrion pulchellum (Fledermaus-Azurjungfer), Orthetrum cancellatum (Großer Blaupfeil), Pyrrhosoma nymphula (Frühe Adonislibelle)
- Reptilien

Lacerta vivipara (Waldeidechse)
- Vögel

Lanius collurio (Neuntöter), Tachybaptus ruficollis (Zwergtaucher)